# Distrito de Pomahuaca
El Distrito de Pomahuaca es uno de los doce distritos de la Provincia de Jaén en el Departamento de Cajamarca, bajo la administración del  Gobierno regional de Cajamarca, en el Perú.   
Desde el punto de vista jerárquico de la Iglesia católica forma parte del Vicariato Apostólico de San Francisco Javier, también conocido como Vicariato Apostólico de Jaén en el Perú.

## Historia
El distrito fue creado por Ley N.º 9868 del 28 de diciembre de 1943, en el primer gobierno del Presidente Manuel Prado Ugarteche.
En la misma ley se crea los distritos de: Namballe,  San José del Alto, Chontali, San José de Lourdes y Santa Rosa.
Gracias al esfuerzo de sus ciudadanos y de los alcaldes que han hecho gestión en esta ciudad, Pomahuaca se ha convertido en un pueblo con opciones turísticas de gran importancia para el futuro.
La fiesta patronal del distrito de Pomahuaca consta de 5 días consecutivos desde el 27 de enero al 31 de enero, donde se realiza diferentes actividas deportivas, gastronómicas y entre otras. Pomahuaca te espera.

## Geografía
Este distrito tiene una superficie de 732,8 km² y es por naturaleza muy rico en bosques secos.
El distrito, se encuentra totalmente asfaltado desde el Caserío las Juntas hasta el Distrito de Pomahuaca.

## Autoridades

### Municipales
- 2023 - 2026[3]
  - Alcalde: Filemón Recalde Reyes, del Partido Somos Perú, quien por tercera vez se convirtió en burgomaestre, consagrándose así como el alcalde más exitoso del mencionado distrito.

### Policiales
- Comisario:    PNP

### Religiosas
- Vicariato Apostólico de Jaén[4]
  - Vicario apostólico: Mons. Gilberto Alfredo Vizcarra Mori, S.J.

## Festividades
- 27 al 31 de enero: Fiesta Patronal en honor al Santo Patrono San Martin de Tours.

## Atractivos turísticos
- Ruinas de Ingatambo con expresiones de la tradición Cupisnique
- La ciudadela de Yerma
- El santuario de Arte Rupestre en Limapampa
- El mirador del cerro Mandola
- Los templos de Chianarco
- Los cementerios de Atunpampa y Atoye
- Los bosques de Manta principales generadores de agua para la central hidroeléctrica de Pomahuaca
- El museo distrital de Pomahuaca con excelentes colecciones arqueológicas del valle del río Huancabamba, riquísimas colecciones etnológicas en artesanía y costumbres.
- En el sitio de Callahuaca existen dos túneles que hasta el momento se desconoce su recorrido hasta donde podrían llegar.
- Mirador la huaca(pomahuaca).
- Catara ¨ el chorro¨ NINABAMBA.
- "La chinganita de García", popular Restobar donde se puede degustar los diferentes platos y licores típicos de Pomahuaca